# Cedric Ceballos
Cedric Z. Ceballos (ur. 2 sierpnia 1969 na Maui) – amerykański koszykarz, skrzydłowy, zwycięzca konkursu wsadów NBA, trener koszykarski.
W 1996 wystąpił w filmie Eddie.

## Osiągnięcia

### NBA
- Finalista NBA (1993)[3]
- Wybrany do udziału w NBA All-Star Game (1995 - nie wystąpił z powodu kontuzji)[4]
- Zwycięzca konkursu wsadów podczas NBA All-Star Weekend (1992)[1]
- Lider NBA w skuteczności rzutów z gry (1993)[5]
- Zawodnik miesiąca NBA (grudzień 1994)[6]
- 2-krotny zawodnik tygodnia NBA (25.12.1994, 19.11.1995)[7]